# Olivia Sudjic
Olivia Sudjic (* 1988 in London) ist eine britische Autorin.

## Biografie
Sudjic wurde in London, England, geboren. Sie studierte Anglistik an der University of Cambridge, wo sie den E.G. Harwood English Prize gewann.

## Werk
2017 veröffentlichte Sudjic den Roman Sympathie (im Original: Sympathy), der von der 23-jährigen Ich-Erzählerin Alice handelt, welche eine Reise nach New York unternimmt. Durch das soziale Netzwerk Instagram wird sie auf die Autorin Mizuko aufmerksam, in der sie sich selbst wiedererkennt. Der Roman behandelt insbesondere den Einfluss digitaler Medien auf Liebe und Freundschaft sowie die Durchdringung von analoger und digitaler Realität. Von den englischsprachigen Medien wurde Sympathie wohlwollend bis euphorisch besprochen. The New Republic bezeichnete Sympathie als „den ersten großen Instagram-Roman“. Die 2017 erschienene deutsche Übersetzung wurde ebenfalls positiv rezensiert.
2018 erschien der Essay Exposure, der sich mit Sudjics Angstzuständen nach der Publikation von Sympathie auseinandersetzt. Sie bringt diese mit dem Zustand ständiger Beobachtung im digitalen Zeitalter sowie dem Verlust der Kontrolle über ihren autofiktionalen Roman nach dessen Publikation in Verbindung. Sie vergleicht ihre Erfahrungen mit denen anderer Autorinnen und führt diese auf die männliche Dominanz in Literaturgeschichte und zeitgenössischem Literaturbetrieb zurück.

## Politische Einstellungen
Im Oktober 2024 gehörte Sudjic zu den Unterzeichnern eines Aufrufs zum Boykott israelischer Kulturinstitutionen, „die an der überwältigenden Unterdrückung der Palästinenser mitschuldig sind oder diese stillschweigend beobachtet haben“.

## Werke
- Sympathy. Pushkin Press, London 2017.
  - Deutsch: Sympathie. Kein & Aber, Zürich 2017.
- Exposure. Peninsula Press, London 2018.
  - Exponiert. Übersetzt von David Weber, August Verlag, Berlin 2021.
- Asylum Road. Bloomsbury Publishing, London u. a. 2021.